# Saint-Gilles (Bruxelles)
Pour les articles homonymes, voir Saint-Gilles.
Saint-Gilles (en néerlandais : Sint-Gillis), parfois appelé Saint-Gilles-lez-Bruxelles (en néerlandais : Sint-Gillis-Obbrussel), est l'une des 581 communes de Belgique et une des dix-neuf communes bilingues de la Région de Bruxelles-Capitale.
Au 1er janvier 2024, elle comptait 49 293 habitants (Saint-Gillois), pour une superficie de 2,53 km2, soit 19 483,40 habitants/km2. Elle est située dans le centre-sud de Bruxelles, juste au sud de Bruxelles-ville. Elle est nommée en l'honneur de Gilles l'Ermite. 
La commune se caractérise notamment par une population hétérogène du point de vue de l'origine culturelle. On note par exemple la présence d'importantes communautés d'origine étrangère : française, grecque, marocaine, polonaise, espagnole, portugaise et brésilienne essentiellement. 
De 1985 à 2022, son bourgmestre est le socialiste Charles Picqué, qui a été ministre-président de la région Bruxelloise de 1989 à 1999 et de 2004 à 2013. Tout au long de ses mandats successifs, Charles Picqué a été la plupart du temps « bourgmestre empêché » de la commune, ne pouvant officiellement siéger en raison de ses autres mandats régionaux, fédéraux ou au sein du Gouvernement de la Communauté française. Il a donc été remplacé par différents « bourgmestres faisant fonction ».
La commune rassemble des quartiers aux loyers relativement élevés, et d'autres qui restent plus populaires, ce qui donne à la commune une forte mixité sociale. Cependant, Saint-Gilles connaît un mouvement de gentrification. Le prix des logements a presque triplé entre 1997 et 2008. Depuis il a connu de légères baisses, en 2009 et en 2012. En 2015, on constate que les prix se sont stabilisés depuis la crise de 2008 (prix moyen d'une maison en 2008 à Saint-Gilles : 326 512 euros, en 2015 : 311 968 euros ; prix moyen d'un appartement en 2008 à Saint-Gilles : 186 376 euros, en 2015 : 189 322 euros). Les montants des loyers, lissés par la loi sur les baux, sont également en augmentation.
Saint-Gilles est la commune où se situe la gare de Bruxelles-Midi, une des trois grandes gares bruxelloises, avec ses terminaux TGV, Eurostar et Thalys.
Saint-Gilles a aussi un club de football, la Royale Union saint-gilloise (RUSG), mais dont le stade est situé dans la commune de Forest.

## Communes limitrophes
| Anderlecht | Ville de Bruxelles |                    |
|            | Saint-Gilles       | Ville de Bruxelles |
|            | Forest             | Ixelles            |

## Histoire
Après la construction de la seconde enceinte de Bruxelles au XIVe siècle, la culture maraîchère se développe dans la commune de Saint-Gilles, extérieure à l'enceinte. Ces cultures maraîchères prennent peu à peu une extension considérable ; toutes les terres arables sont progressivement transformées en surfaces de cultures, notamment grâce à des travaux d'assèchement : Les maraîchers doivent trouver des moyens d'encore augmenter leur rentabilité afin de faire face à la démographie galopante de Bruxelles, et il semble que ce soit vers le milieu du XVIIe siècle que les Saint-Gillois créent un nouvel hybride de chou qui se cultive verticalement et occupe ainsi moins d'espace. Cette culture très rentable occupe rapidement de grands espaces ; cette culture intensive a valu aux Saint-Gillois le surnom de « Kuulkappers »). 
Ce n'est qu'à partir de la seconde moitié du XIXe siècle que Saint-Gilles connaît l'urbanisation en prenant un air de faubourg de la capitale. Jusqu'en 1850, ce qui s'appelle Obbrussel Saint-Gilles, n'était qu'un village comptant un peu moins de cinq mille habitants, et en 1860 on en dénombre près de 6 800 : parmi ces habitants, un grand nombre de citadins sont des émigrés venus s'installer en campagne tout en souhaitant rester proches de la ville. Il y a entre autres des artisans, des entreprises industrielles, des moulins à moudre le grain, et la majeure partie de la population était constituée de maraîchers et cultivateurs de légumes ; on y trouve plusieurs vastes exploitations agricoles appartenant à de grands propriétaires fonciers. Le souvenir de ces derniers a été conservé à travers certaines rues ou squares qui portent les noms des familles des barons Bouvier, Berckmans, Crickx et Parmentier. Saint-Gilles est l'une des communes les plus pauvres de Bruxelles en raison des faibles revenus de ses habitants. 
Le bourgmestre Charles Picqué a ainsi initié des politiques visant à modifier la sociologie de certains quartiers pauvres de sa commune, surtout dans le bas de Saint-Gilles. Les projets visant, depuis 1992, à installer une grande zone de bureaux aux abords de la gare du Midi en sont l'exemple le plus frappant. Ces projets, accompagnés de différents plans d'expropriation concernant les habitants de quatre îlots du quartier du Midi, sont menés au nom de l'utilité publique et de l'extrême urgence. En 2013, ils atteignent leur achèvement. Aujourd'hui, la commune est bien développée, et compte de nombreux lieux importants de la capitale. Avec notamment la Tour du Midi, plus haute tour du pays. La commune est desservie par de nombreux parkings, désormais gérés par le service de parkings bruxellois.

## Héraldique
|  | La commune possède des armoiries qui lui ont été octroyées le 22 janvier 1858. Elles montrent saint Gilles, le saint-patron local. Ce saint apparaît déjà sur un sceau de 1229. Blasonnement : D'azur à un Saint Égide, abbé d'or. - Délibération communale : 21 novembre 1856 - Arrêté royal : 22 janvier 1858 - Moniteur belge : 5 février 1858 Source du blasonnement : Heraldy of the World. |

## Démographie

### Évolution de la population
| Habitants                       | 1 927  | 4 138  | 5 569  | 9 922  | 27 782 | 33 124 | 40 289 | 51 763 | 63 140 | 64 814 | 64 116 | 61 396 | 55 101 | 55 055 | 47 932 | 43 579 |
| Index                           | 100    | 215    | 289    | 515    | 1 442  | 1 719  | 2 091  | 2 686  | 3 277  | 3 363  | 3 327  | 3 186  | 2 859  | 2 857  | 2 487  | 2 261  |
| Année                           | 2000   | 2010   | 2015   | 2018   | 2019   | 2020   | 2021   | 2022   | 2023   | 2024   |        |        |        |        |        |        |
| Habitants                       | 42 458 | 46 981 | 50 472 | 50 002 | 50 267 | 49 678 | 49 196 | 48 837 | 49 323 | 49 293 |        |        |        |        |        |        |
| Index                           | 2 203  | 2 438  | 2 619  | 2 595  | 2 609  | 2 578  | 2 553  | 2 534  | 2 560  | 2 558  |        |        |        |        |        |        |
| chiffres INS - 1830 = Index 100 |        |        |        |        |        |        |        |        |        |        |        |        |        |        |        |        |

Graphe de l'évolution de la population de la commune.
- Source : DGS - Remarque: 1806 jusqu'à 1981=recensement; depuis 1990=nombre d'habitants chaque 1er janvier[2]

### Population étrangère
| Nationalité                                           | Population |
| France                                                | 5 793      |
| Portugal                                              | 2 215      |
| Italie                                                | 2 160      |
| Espagne                                               | 1 952      |
| Maroc                                                 | 1 407      |
| Roumanie                                              | 1 363      |
| Pologne                                               | 956        |
| Allemagne                                             | 690        |
| Ukraine                                               | 690        |
| Brésil                                                | 623        |
| Source : IBSA Brussels, chiffres au 1er janvier 2024. |            |

## Mobilité

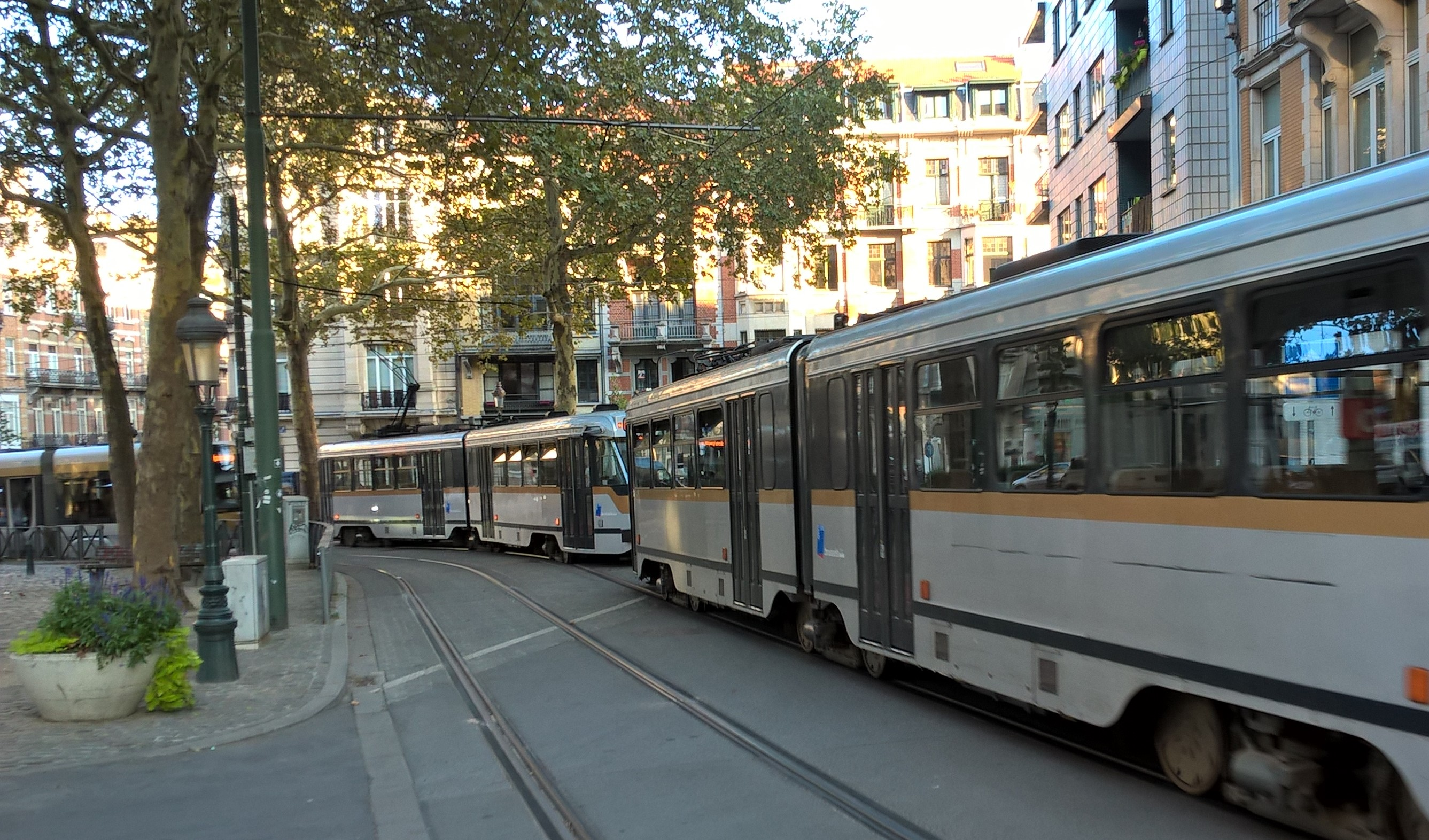
La place Van Meenen avec le tramway, en 2018.

Saint-Gilles est soutenu par plusieurs lignes de transport public.
Réseau STIB 
| Ligne     | Station            | Avenue(s) et/ou quartier(s) desservis |
| --------- | ------------------ | ------------------------------------- |
| (M) · (2) | Gare du Midi       | Avenue Fonsny                         |
| (M) · (2) | Porte de Hal       | Porte de Hal                          |
| (M) · (2) | Hôtel des Monnaies | Sablon, Louise                        |
| (M) · (2) | Louise             | Louise                                |
| (M) · (6) | Gare du Midi       | Avenue Fonsny                         |
| (M) · (6) | Porte de Hal       | Porte de Hal                          |
| (M) · (6) | Hôtel des Monnaies | Sablon, Louise                        |
| (M) · (6) | Louise             | Louise                                |

| Ligne      | Nombres d'arrêts | Principaux arrêts et/ou quartier(s) desservis                                                   |
| ---------- | ---------------- | ----------------------------------------------------------------------------------------------- |
| (B) · (50) | 25               | Gare du Midi, Avenue du Roi, Forest Centre, Uccle Sport, Gilson, Ruisbroek Centrum, Lot Station |
| (B) · (52) | 13               | Gare Centrale, Porte de Hal, Barrière, Forest National, Ma Campagne                             |
| (B) · (54) | 22               | Forest Centre, Albert, Bailli, Porte de Namur, Trône                                            |
| (B) · (73) | 10               | Gare du Midi, Digue du Canal, CERIA                                                             |
| (B) · (78) | 14               | Gare du Midi, Deux Gares, Digue du Canal, Boulevard International, Humanité                     |

| Ligne      | Nombres d'arrêts | Principaux arrêts et/ou quartier(s) desservis                                                                   |
| ---------- | ---------------- | --- |
| (T) · (3)  | 26               | Gare du Midi, Porte de Hal, Parvis de Saint-Gilles, Horta (Barrière), Albert                                    |
| (T) · (4)  | 21               | Gare du Midi, Porte de Hal, Parvis de Saint-Gilles, Horta (Barrière), Albert                                    |
| (T) · (18) | 15               | Albert |
| (T) · (51) | 22               | Gare du Midi |
| (T) · (81) | 35               | Trinité, Janson, Moris, Lombardie, Barrière, Guillaume Tell, Bethléem, Avenue du Roi, Suède, Gare du Midi, Bara |
| (T) · (82) | 41               | Gare du Midi, Suède, Avenue du Roi                                                                              |
| (T) · (92) | 37               | Faider, Janson, Ma Campagne                                                                                     |
| (T) · (97) | 28               | Faider, Janson, Moris, Lombardie, Barrière                                                                      |

Réseau De Lijn 
| Ligne               | Départ       | Destination   | ---                                                 |
| ------------------- | ------------ | ------------- | --------------------------------------------------- |
| 1                   | Saint-Gilles | Station       | Adapté aux personnes devant être accompagnées       |
| 20 (première ligne) | Saint-Gilles | Aalost        |                                                     |
| 20 (première ligne) | Saint-Gilles | Dendermonde   |                                                     |
| 117                 | Saint-Gilles | Alsemberg     |                                                     |
| 128                 | Saint-Gilles | Ninove centre |                                                     |
| 136                 | Saint-Gilles | Grand-Bigard  | Adapté aux personnes à mobilité réduite et aveugles |

## Vie politique

### Bourgmestres de Saint-Gilles

#### Domination française et néerlandaise
- 1802-1813 : Jacques Pierret
- 1813-1813 : François Van Schaftingen
- 1813-1814 : Joseph Wirix de Tercam
- 1814- : comte Cornet de Ways Ruart
- -1825 : comte L. Cornet du Chenoy
- 1825-1830 : Egide Vanderschrick

#### Indépendance belge
- 1830-1840 : Egide Vanderschrick
- 1840-1860 : Jean Vanderschrick
- 1861-1870 : Jean-Toussaint Fonsny
- 1870-1872 : Frédéric Chômé-Steinbach
- 1872-1881 : Jean-Toussaint Fonsny
- 1881-1893 : Paul Dejaer
- 1893-1896 : Maurice Van Meenen
- 1896-1899 : Ferdinand Vanderschrick
- 1900-1909 : Maurice Van Meenen
- 1909-1929 : Antoine Bréart (1861-1935)
- 1929-1929 : Fernand Bernier (1864-1929), médaille existante
- 1929-1944 : Arthur Diderich
- 1944-1947 : Jules Hanse
- 1947-1952 : Louis Coenen
- 1952-1957 : Paul-Henri Spaak (1899-1972)
- 1957-1973 : Jacques Franck
- 1973-1980 : Jacques Vranckx
- 1980-1985 : Corneille Barca
- 1985-2022 : Charles Picqué
- Depuis le 14/09/2022 : Jean Spinette[17]

### Résultats des élections communales depuis 1976
| Partis                 | 10-10-1976 | 10-10-1976 | 10-10-1982 | 10-10-1982 | 9-10-1988 | 9-10-1988 | 9-10-1994 | 9-10-1994 | 8-10-2000 | 8-10-2000 | 8-10-2006 | 8-10-2006 | 14-10-2012 | 14-10-2012 | 14-10-2018 | 14-10-2018 | 13-10-2024 | 13-10-2024 |
| Votes / Sièges         | %          | 37         | %          | 35         | %         | 35        | %         | 35        | %         | 35        | %         | 35        | %          | 35         | %          | 35         | %          | 35         |
| ---------------------- | ---------- | ---------- | ---------- | ---------- | --------- | --------- | --------- | --------- | --------- | --------- | --------- | --------- | ---------- | ---------- | ---------- | ---------- | ---------- | ---------- |
| PS/LB2                 | 39,35      | 18         | 31,55      | 13         | 60,452    | 26        | 47,522    | 20        | 46,632    | 19        | 44,832    | 18        | 43,502     | 19         | 39,652     | 17         | 33,762     | 13         |
| FDF/DéFI2              | 30,48      | 13         | 19,45      | 8          | 6,98      | 2         | 7,99      | 2         | 3,04      | 0         | 3,87      | 0         | -          |            | 3,322      | 0          | -          |            |
| DéFI-VOLT              | -          |            | -          |            | -         |           | -         |           | -         |           | -         |           | -          |            | -          |            | 2,56       | 0          |
| PL-LP/PRL2/MR3         | 10,28      | 3          | 17,282     | 7          | 13,532    | 5         | 13,42     | 5         | 14,312    | 5         | 16,763    | 6         | 14,953     | 6          | 9,033      | 3          | -          |            |
| MR-Les Engagés         | -          |            | -          | 0          | -         |           | -         |           | -         |           | -         |           | -          |            | -          |            | 16,07      | 5          |
| PSC/cdH2/cdH-CD&V3     | 8,55       | 3          | 8,97       | 3          | 6,52      | 1         | 6,72      | 2         | 6,84      | 2         | 13,222    | 4         | 7,992      | 2          | 3,673      | 0          | -          |            |
| ECOLO/ECOLO-Groen2     | -          |            | 8,94       | 3          | 6,45      | 1         | 11,03     | 3         | 22,82     | 9         | 19,03     | 7         | 21,032     | 8          | 28,14      | 11         | 23,19      | 8          |
| PTB-PVDA               | 0,79       | 0          | 0,49       | 0          | 0,44      | 0         | 1,03      | 0         | 1,27      | 0         | 1,17      | 0         | 3,83       | 0          | 13,02      | 4          | 24,42      | 9          |
| UDRT-RAD               | -          |            | 5,41       | 1          | -         |           | -         |           | -         |           | -         |           | -          |            | -          |            | -          |            |
| KARTEL/VLAAMS2         | 3,93       | 0          | 3,72       | 0          | 3,182     | 0         | -         |           | -         |           | -         |           | -          |            | -          |            | -          |            |
| FN                     | -          |            | -          |            | -         |           | 9,42      | 3         | 2,87      | 0         | -         |           | -          |            | -          |            | -          |            |
| Vlaams Blok/VL.Belang2 | -          |            | -          |            | -         |           | 1,99      | 0         | 2,22      | 0         | 4,012     | 0         | -          |            | -          |            | -          |            |
| Autres(*)              | 6,62       |            | 4,19       |            | 2,45      |           | 0,89      |           | -         |           | 0,98      |           | 4,83       |            | 3,18       |            | -          |            |
| Total des votes        | 23534      | 23534      | 17855      | 17855      | 16207     | 16207     | 14571     | 14571     | 15418     | 15418     | 19067     | 19067     | 18633      | 18633      | 19764      | 19764      | 18643      | 18643      |
| Participation %        | .          | .          | .          | .          | 83,07     | 83,07     | 81,77     | 81,77     | 82,62     | 82,62     | 87,17     | 87,17     | 81,62      | 81,62      | 83,49      | 83,49      | 79,12      | 79,12      |
| Votes blancs ou nuls % | 5,24       | 5,24       | 5,46       | 5,46       | 6,0       | 6,0       | 4,45      | 4,45      | 5,71      | 5,71      | 6,26      | 6,26      | 6,08       | 6,08       | 5,96       | 5,96       | 5,46       | 5,46       |

 (*)1976 :IC-GEM,UAS-ESA 1982 :UAS-ESA,PRS-UNF,MSN,DCA,UDB  1988:EVA,PFN,ICS,MONDIN  1994:PH-HP,PCN-NCP 2006:MAS-LSP 2012:Gauches Communes, Egalité 2018:BUB,Gauches Communes,QQVF
| Collège communal 2024 |                      |                                |
| --------------------- | -------------------- | ------------------------------ |
| Bourgmestre           | Jean Spinette        | PS - Liste du Bourgmestre      |
| 1er Échevine          | Yasmina Nekhoul      | PS - Liste du Bourgmestre      |
| 2e Échevin            | Willem Stevens       | Vooruit - Liste du Bourgmestre |
| 3e Échevin            | Saïd Ahruil          | PS - Liste du Bourgmestre      |
| 4e Échevine           | Catherine François   | PS - Liste du Bourgmestre      |
| 5e Échevin            | Saïd Ahruil          | PS - Liste du Bourgmestre      |
| 6e Échevin            | Catherine Morenville | Ecolo - Ecolo-Groen            |
| 7e Échevin            | Francesco Iammarino  | Ecolo - Ecolo-Groen            |
| 8e Échevine           | Loes Salomez         | Ecolo-Groen                    |
| Présidente du CPAS    | Myriem Amrani        | PS - Liste du Bourgmestre      |

## Personnalités liées à la commune

### Naissances à Saint-Gilles
- André Simon (1865-1917), artiste lyrique et acteur de théâtre et de cinéma muet.
- Lucien Woog (1867-1937), architecte.
- Jeanne Delaunoy (1881-1953), infirmière belge durant la Première guerre mondiale.
- Claire Gérard (1889-1971), actrice.
- Charly Léonard (1894-1953), artiste peintre réaliste.
- Irène Hamoir, poétesse et romancière surréaliste (1906-1994).
- Guy Dessicy (1924-2016), coloriste et publicitaire belge.
- Roland Delcol, artiste peintre (né en 1942).
- Marcel Broodthaers, artiste plasticien (1924-1976).
- Charles Hens (1898-1968), organiste, compositeur et pédagogue.
- Robert Kanters (1910-1985), écrivain et critique littéraire.

### Décès à Saint-Gilles
- Frédéric Fortamps, banquier et homme politique (1811- Saint-Gilles 1898).
- Alfred Cluysenaar, peintre (1837-  Saint-Gilles 1902).
- Gustave Vanaise, peintre (1854 - Saint-Gilles 1902).
- Théodore Juste, historien (1818 - Saint-Gilles 1888).
- Xavier Olin, juriste, industriel et homme politique (1836 - Saint-Gilles 1899).
- Charles Dejongh (1854-1932), avocat.
- Baron Pierre Paulus de Châtelet, peintre et dessinateur du coq wallon (1881 - Saint-Gilles 1959).
- Enver Hadri (en) (1941 - Saint-Gilles 1990), militant kosovar des droits de l'Homme, assassiné par des agents présumés de l'UDBA.
- Eugène Broerman peintre (1861- Saint-Gilles 1932).

### Édiles à Saint-Gilles
- Auguste De Winne (1861-1935) y fut échevin des Affaires sociales.
- Marie Janson, première femme membre du Sénat et mère de Paul-Henri Spaak (1873-1960), conseillère communale.
- Paul-Henri Spaak, personnalité politique (1899-1972), bourgmestre, premier ministre, plusieurs fois ministre des affaires étrangères, notamment dans le gouvernement belge en exil à la tête des Belges libres durant la Seconde Guerre mondiale, secrétaire général de l'OTAN.

### Artistes et divers
- Jef Lambeaux, sculpteur (1852 -1908)
- Fernand Khnopff, peintre (1858 - 1921)
- Julien Dillens, sculpteur (1849 - 1904)
- Victor Horta, architecte Art nouveau (1861-1947) - Maison Matyn, 50 rue de Bordeaux à Saint-Gilles
- Albert Van Huffel, concepteur de la basilique de Koekelberg (1877-1934)
- Walter Sauer, dessinateur, peintre et graveur
- Paul Delvaux, peintre (1897-1994)
- José Berghmans, compositeur franco belge de musique de cinéma et de théâtre, chercheur pour l'Unesco (1919 -1992)
- Martha Argerich, pianiste (née en 1941)
- Jan Bucquoy, cinéaste et auteur de bande dessinée (né en 1945)
- Annik Leroy, cinéaste (née en 1953)
- Jean Robie, peintre et écrivain (1821 - 1910)
- Guy Rommel, juge de paix et hagiographe d'Edmond Picard
- Marcel Spittael (1899-1981), architecte ayant vécu au n° 95 de la rue de Parme et au n° 5 de la rue du Lycée

## Enseignement
- La Faculté d'architecture, d'ingénierie architecturale et d'urbanisme de l'université catholique de Louvain (UCLouvain) y est établie[23]. Il s'agit de l'ex-Institut supérieur d’architecture Saint-Luc de Bruxelles.

## Sport

### Football
- La Royale union saint-gilloise, en Pro League[24].

## Architecture et patrimoine
- Aegidium, ancienne salle de fête et cinéma de style néo-classique
- Maison Horta, architecte Victor Horta
- Hôtel Hannon, architecte Jules Brunfaut
- Prison de Saint-Gilles, architectes Dumont et Derré

## Événements et culture
- Parcours d'artistes (mai juin)
- Foire des Vignerons, Place Van Meenen

- La Tricoterie, lieu culturel et fabrique de liens sociaux, située dans une ancienne usine restaurée avec des matériaux écologiques et fondée en 2010, accueille spectacles, concerts, ateliers, soirées jeux, animations pour enfants, marchés…[25].

### Vieux Saint-Gilles et ses artistes
Article du Petit bleu non signé du 17 juin 1895 :
« “À travers la Ville” Un vieux cabaret du haut de la chaussée de Waterloo intitulé “A la Barrière” ne sera bientôt plus qu'un souvenir pour beaucoup de Saint-Gillois et de Bruxellois.  Il va disparaitre sous la pioche du démolisseur; la commune en a poursuivi l'expropriation et l'a acquis pour la somme de 35000 francs. C'était, dit l'organe de la Ligue du Bâtiment, le point terminus de la ligne des omnibus qui vont de la Bourse à la Chaussée de Waterloo.  Le cabaret de la Barrière avait un cachet très pittoresque, il ressemblait aux guinguettes d'autrefois avec ses arbres touffus qui masquaient l'enseigne de sa façade.  Entouré de ses gloriettes, le vieux cabaret saint-gillois avait un aspect idyllique véritablement charmant et servait de rendez-vous le dimanche aux habitants qui allaient se délecter de vieux lambic et de tartines au fromage blanc. Voulant conserver le souvenir vivant de ce coin du vieux Saint-Gilles, le collège échevinal eut la bonne idée de le faire photographier avant qu'il disparaisse pour faire place à une voie grande et large qui sera l'avenue Paul Dejaer. Ajoutons que le cabaret de la Barrière était il y a quelque dix ans, le rendez-vous d'un groupe remuant et enthousiaste d'artistes, dont les ateliers faisaient et font encore, pour la plupart, le plus bel ornement de la Hellestraat. Là se réunissaient le statuaire Jef Lambeaux qui était l'âme de ce petit “cénacle”; Gustave Vanaise, le peintre du “Jacques Van Artevelde” du Musée de Gand; Jules Lagae, alors à ses débuts dans la carrière sculpturale: le peintre espagnol et “guitarisant” Dario de Regoyos, le pauvre Carl (sic) Meunier, (en réalité Karl, fils de Constantin Meunier), trop tôt enlevé aux siens et à l'Art et bien d'autres encore venus en voisins, en visiteurs, à l'heure de la soupe et du bœuf.  Car on mangeait à “la Barrière”; on y mangeait simplement, très bourgeoisement, ce qui faisait les délices de la "révolutionnante" bande de sculpteurs et de peintres. »

## Cinéma
Films tournés dans Saint-Gilles :  
- Bande de cons ! (1970) de Roland Lethem
- Providence (1977) d'Alain Resnais (escaliers de l'Hôtel de Ville pour la scène d'extérieur du palais de justice)
- Une page d'amour (1978) de Maurice Rabinowicz
- Les Rendez-vous d'Anna (1978) de Chantal Akerman
- Portrait d'une jeune fille de la fin des années 60 à Bruxelles (1994) de Chantal Akerman
- La Jouissance des hystériques (La Vie sexuelle des Belges, quatrième partie) (2000) de Jan Bucquoy
- Le Pressentiment (2001) d'Alex Stockman
- Les Filles en orange (2003) de Yaël André
- Simon Konianski (2009) de Micha Wald
- Les Barons (2009) de Nabil Ben Yadir, où les personnages évoluent tantôt derrière l'hôtel de ville (avec la prison en arrière-plan), tantôt place Janson

## Jumelages
- Puteaux (France)
- Esch-sur-Alzette (Luxembourg)
- Velletri (Italie)
- Offenbach-sur-le-Main (Allemagne)
- Mödling (Autriche)
- Tower Hamlets (Royaume-Uni)
- Zemun (Serbie)
- Tilbourg (Pays-Bas)
- Schaffhouse (Suisse)
- Berkane (Maroc)

## Galerie

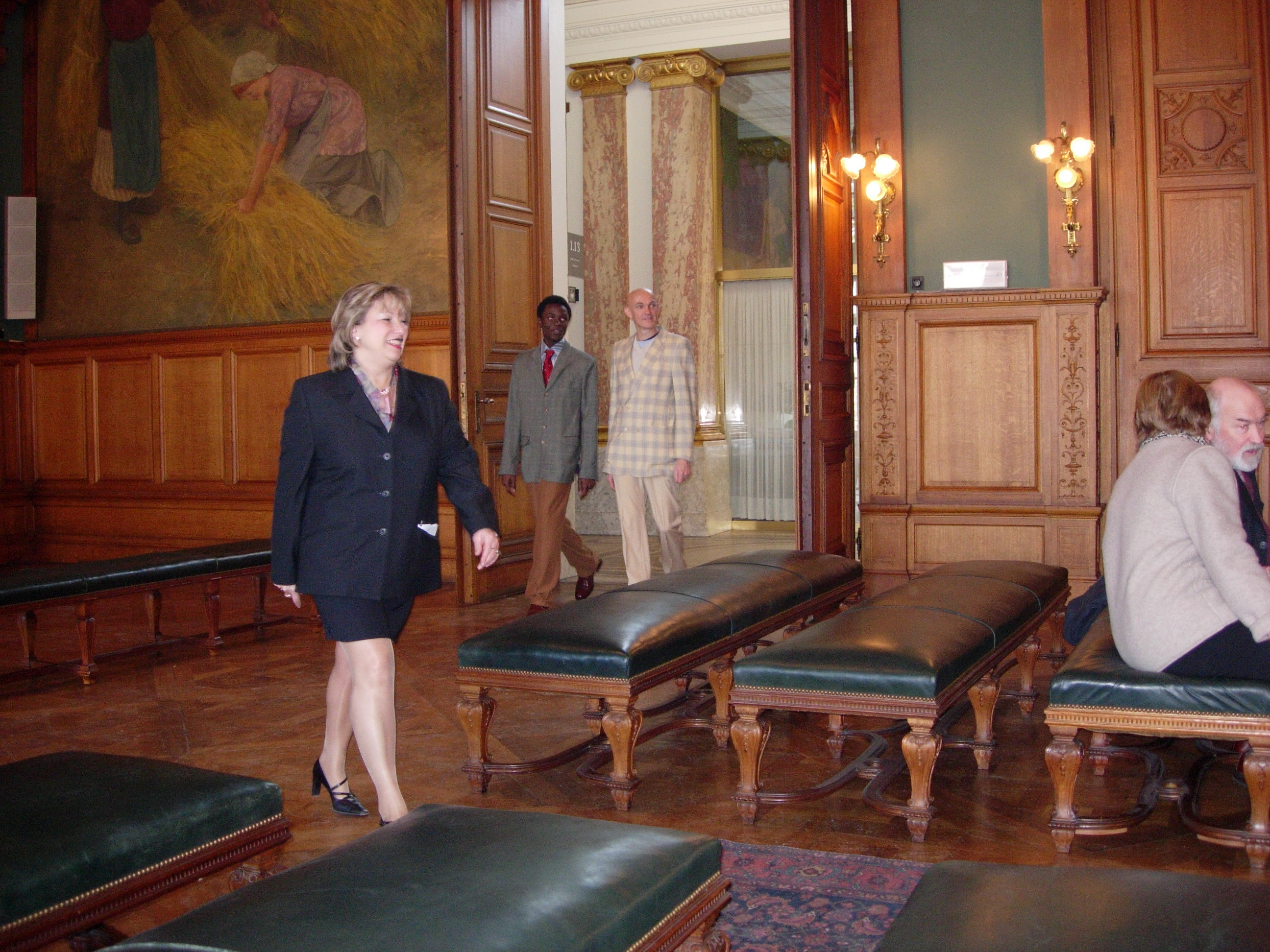
Salle des mariages de la maison communale de Saint-Gilles.
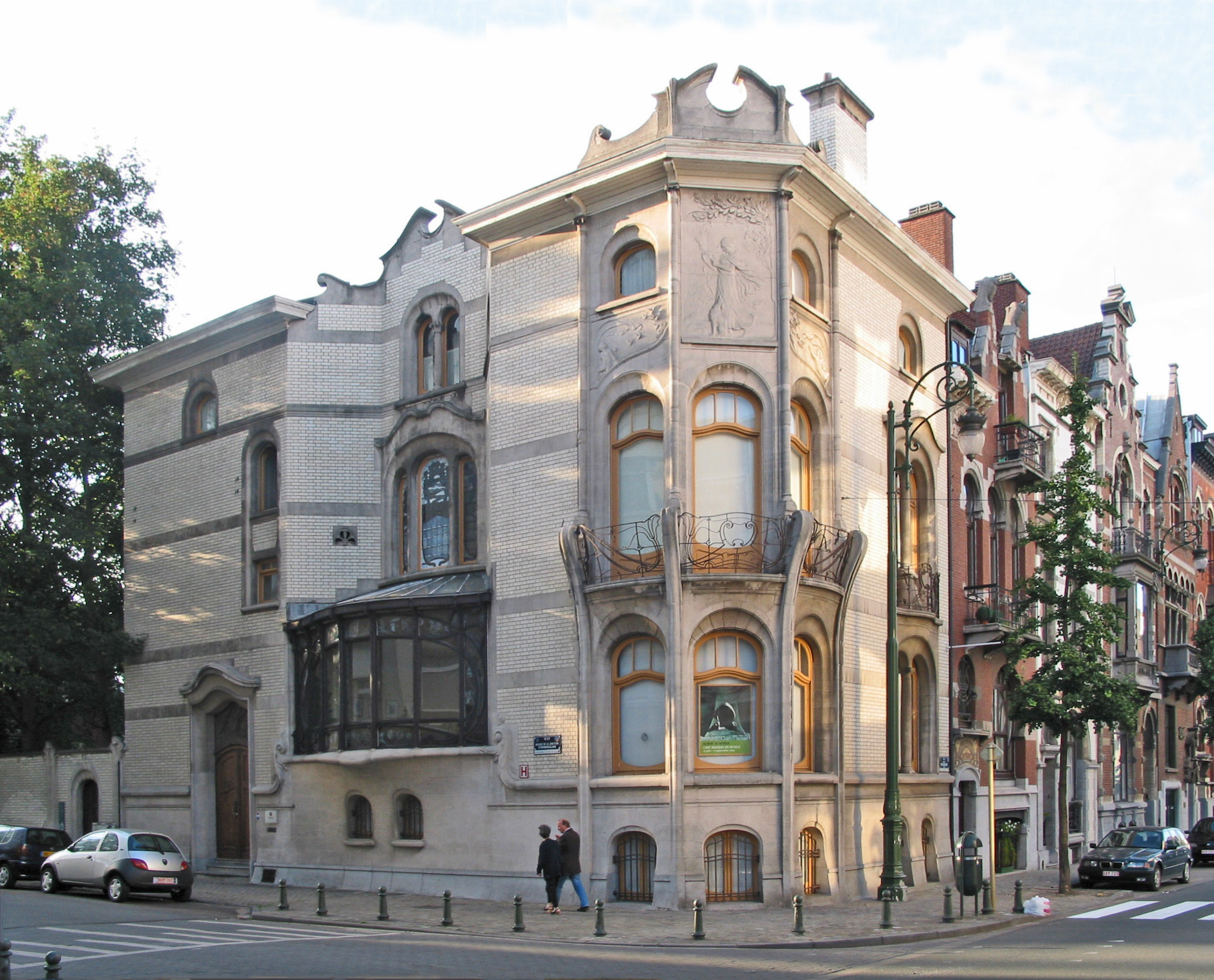
L'hôtel Hannon.
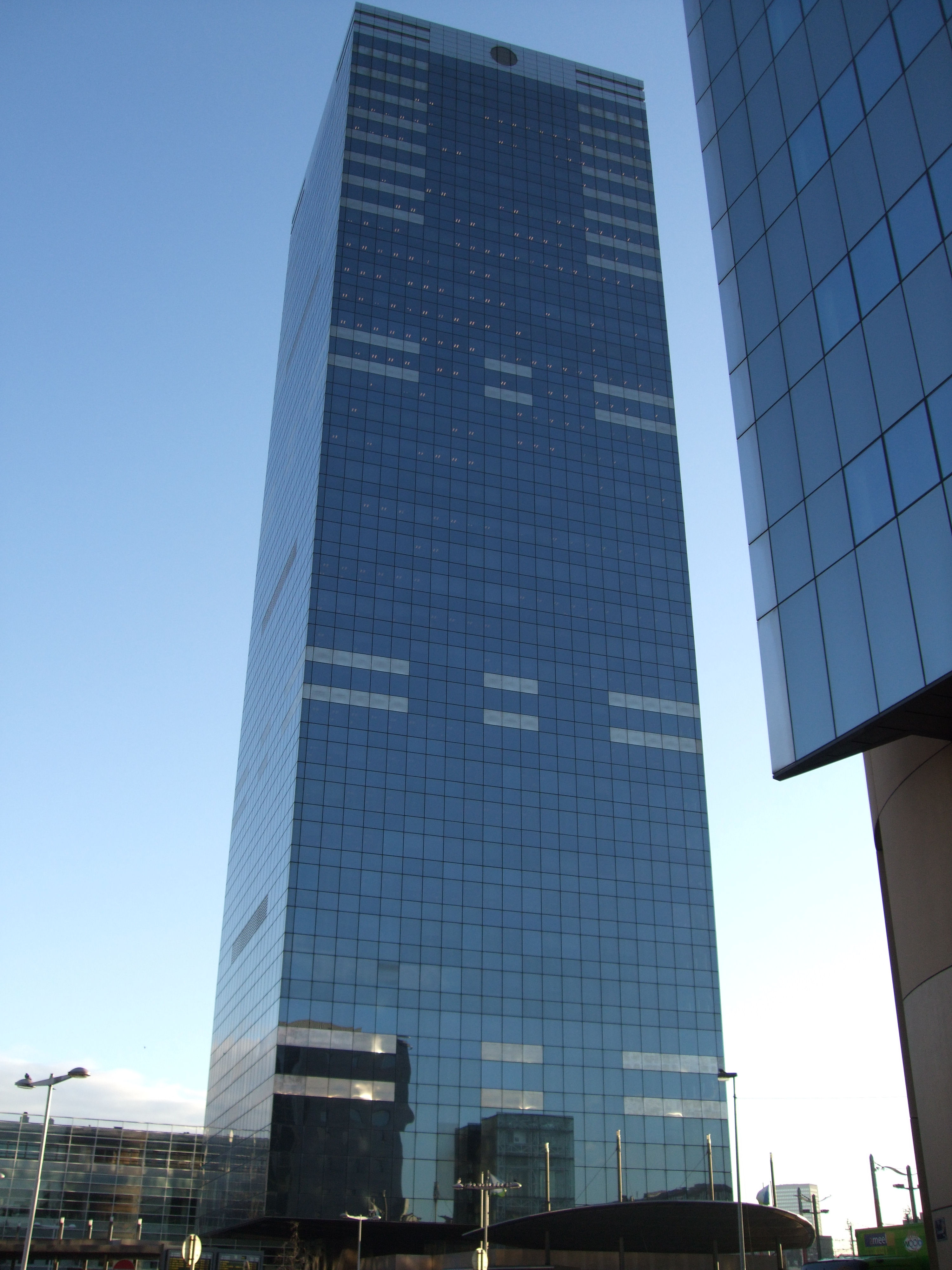
La Tour du Midi.
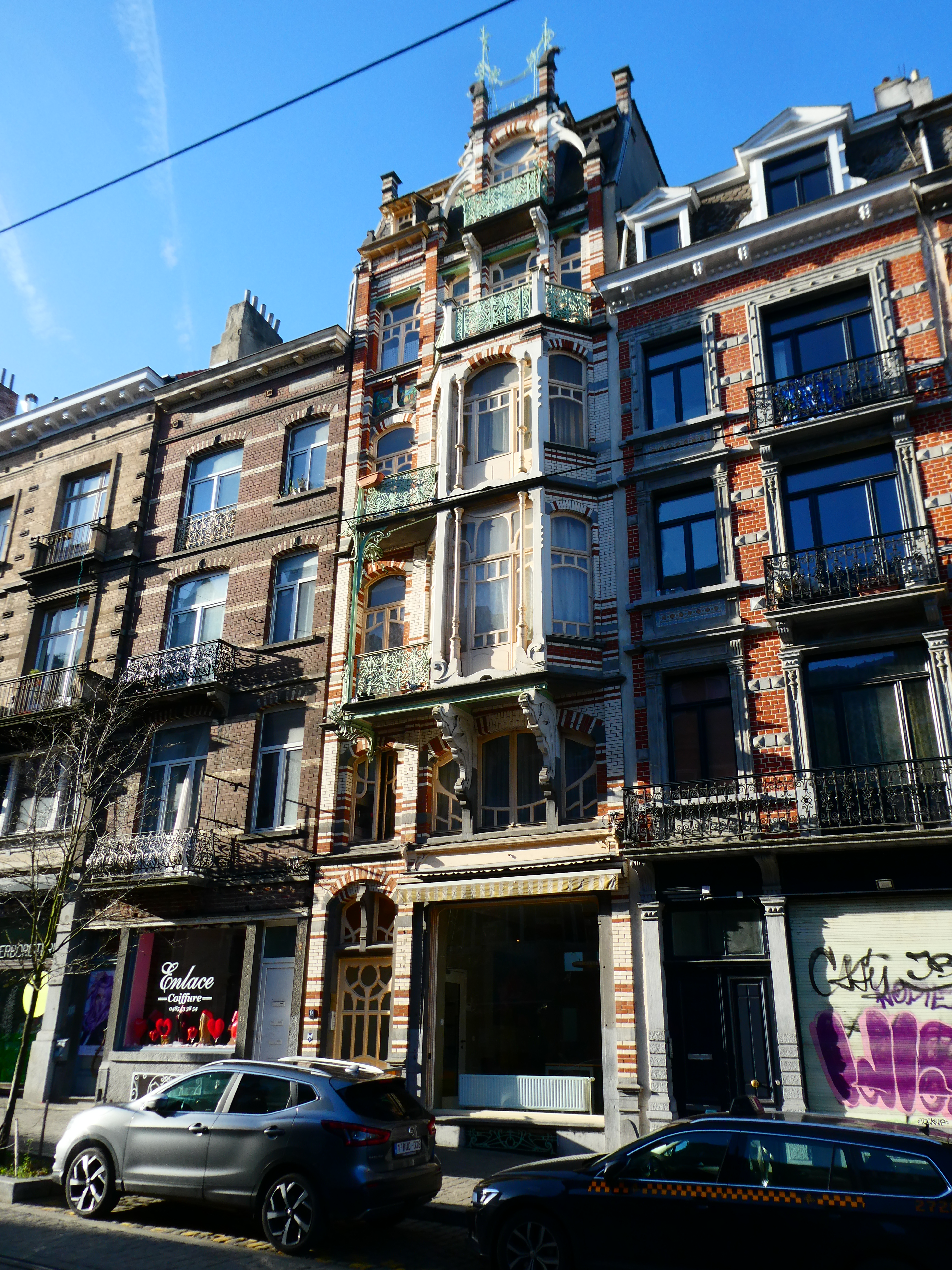
Maison De Beck, Av Paul Dejaer 9, St-Gilles, Bruxelles. Gustave Strauven 1902.